# Marca-passo

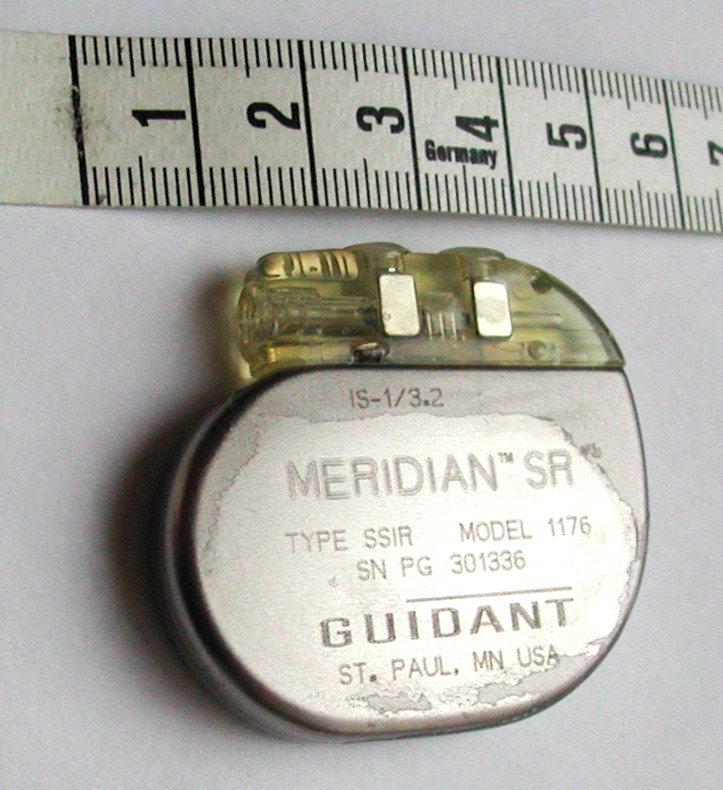
Um marca-passo

Marca-passo, marcapasso ou pacemaker é um dispositivo médico implantável que tem o objetivo de regular os batimentos cardíacos. Isto é conseguido através de um estímulo elétrico emitido pelo dispositivo quando o número de batimentos em um certo intervalo de tempo está abaixo do normal, por algum problema na condução do estímulo natural do coração pelo seus tecidos antes de atingir os ventrículos.
Os primeiros aparelhos marca-passo eram externos e de certa forma perigosos pois poderiam potencialmente eletrocutar seu portador. Atualmente o tamanho do aparelho foi reduzido e pode ser implantado no corpo do paciente pois é selado hermeticamente numa cápsula de metal e possui pilhas recarregáveis através de terminais externos. As baterias dos marca passos implantáveis não são recarregáveis, apenas as dos marca passos externos que são substituídas.
Sua cápsula externa em geral é feita de titânio por ser um material fisiologicamente inerte, o que reduz o risco de rejeição pelo sistema imunológico.